# Heinrich August Ottokar Reichard
Pour les articles homonymes, voir Ottokar.
Heinrich August Ottokar Reichard, né le 3 mars 1751 à Gotha où il est mort le 17 octobre 1828, est un écrivain, journaliste, directeur de théâtre et bibliothécaire allemand, connu surtout pour ses Guides Reichard, qui comptent parmi les premiers guides de voyage.

## Biographie
Il se fit connaître par quelques poésies et quelques pièces de théâtre. Il devint directeur du théâtre ducal et fonda la Gazette scientifique de Gotha ainsi que plusieurs autres recueils. 
Il visita l'Allemagne, la Suisse, l'Italie, la France et la Grèce. Au lieu de publier le récit de ses pérégrinations, il rédigea en allemand un guide de voyage très complet couvrant toute l'Europe, publié à Leipzig en 1784.
Il fut nommé à la fin de sa vie directeur de l'administration de la guerre de Saxe-Gotha, puis conseiller intime.

## LeGuide Reichard
Le Guide que publia Reichard est l'un des premiers exemples des guides de voyage modernes et constitue une rupture par rapport à la tradition des récits de voyages publiés jusqu'alors. Ils ont connu un grand succès durant toute la première moitié du XIXe siècle à travers toute l'Europe.
En 1793, le guide est traduit en français et publié en deux volumes à Weimar, puis réédité en français et en allemand jusqu'en 1861 par Herbig à Berlin. Il inspire le guide d'Engelmann, en allemand, publié chez Wilmans à Francfort-sur-le-Main, et lui-même traduit en français en 1827 et en 1835.
En France, un abrégé du Guide Reichard paraît dès 1803, et des éditions remaniées sont publiées par Hyacinthe Langlois à partir de 1806. Perrin, à partir de 1834, puis Didier, et Bastin aîné, à compter de 1836, poursuivent ces publications. À leur suite, Jean-Marie-Vincent Audin, écrivant sous le pseudonyme de J.-B. Richard, auteur de guides depuis 1823, publie en 1828-29 un Guide classique du voyageur en Europe très inspiré de Reichard, comme le seront plusieurs de ses guides de divers pays d'Europe, en particulier son Guide de l'Allemagne vers 1830, auquel il donne même le nom d'auteur de Reichard.
L'Angleterre n'est pas en reste, et l'ouvrage de Reichard est traduit depuis le français en anglais. Il est publié sous le nom de l'auteur de 1816 à 1841 par l'éditeur londonien Samuel Leigh en trois titres différents consacrés chacun à un pays ou à un groupe de pays d'Europe. La dernière édition attestée est de 1841.
En Italie parait à Milan en 1819 un abrégé du genre de celui de 1803 à Paris, en italien, par Francesco Gandini.

## Source
Marie-Nicolas Bouillet  et Alexis Chassang (dir.), « Auguste Reichard » dans Dictionnaire universel d’histoire et de géographie, 1878 (lire sur Wikisource)
Textes et illustrations de Voyages pittoresques à travers une grande partie de la Suisse avant et après la Révolution, par Heinrich August Ottokar Reichard, sur Viatimages.